# 吴则
吴则（？—？），浙江宣平（今浙江武义）人，是一名明朝政治人物。
吴则曾于1462年接替李纹任上海县知县一职，1468年由李文接任。